# Garra smarti
Garra smarti är en fiskart som beskrevs av Friedhelm Krupp och Budd 2009. Garra smarti ingår i släktet Garra och familjen karpfiskar. Inga underarter finns listade i Catalogue of Life.